# Текко
Текко (яп. 鉄甲, буквально «залізна оболонка») — традиційна японська зброя ближнього бою, яка використовувалася в основному на Окінаві. Належить до арсеналу окінавських бойових мистецтв (кобудо). Текко зазвичай виготовлялася з металу або твердого дерева й використовувалася для блокування, ударів та захисту рук.

## Історія
Походження текко пов'язане з окінавським сільським населенням, яке, в умовах заборони на носіння мечів і іншої зброї, було змушене пристосовувати побутові предмети для самозахисту. Однією з версій є те, що текко походить від підков або ручок возів. Її форма дозволяла легко носити зброю непомітно, а також ефективно застосовувати в рукопашному бою.

## Конструкція
Текко зазвичай має форму півмісяця або дуги з двома чи трьома виступами, які дозволяють надійно фіксувати її в руці. Вона може бути оснащена шипами або загостреними елементами для посилення ураження при ударах. Основні матеріали — залізо, бронза або тверде дерево. Сучасні версії також можуть бути виготовлені з легких металевих сплавів.

## Техніка використання
Текко застосовується для:
- блокування ударів супротивника;
- нанесення точкових ударів по вразливих ділянках тіла;
- захоплення й фіксації зброї противника;
- ударів по кістках і суглобах з метою виведення з ладу.

Навички володіння текко входять до системи окінавського кобудо, зокрема стилів Матаяші-рю, Сіндзі-рю та інших.

## Порівняння з іншими видами зброї
Текко має схожість із кастетом або китайською зброєю під назвою є хуань (круглі залізні кільця для рук). Однак на відміну від кастета, текко більше орієнтоване на техніку блокування та маніпуляції руками, ніж лише на нанесення ударів.

## У сучасності
Сьогодні текко використовується переважно в демонстраційних виступах, спортивних змаганнях та вивченні традиційних бойових мистецтв. У багатьох країнах володіння текко регулюється законодавчо як носіння холодної зброї.